# Ásólábúak
Az ásólábúak (Scaphopoda) a puhatestűek törzsének (Mollusca), a héjasok altörzsének (Conchiphera) egyik osztálya. A ma élő puhatestűek közül a kagylókkal (Bivalvia) mutatnak szorosabb rokonságot, s egyes molekuláris biológiai kutatások szerint az ásólábúak–kagylók egysége a többi puhatestűtől különálló evolúciós úton fejlődött.
Az ásólábúak a földtörténeti óidő ordovícium kora óta ismertek. Az ó- és középidőben kevésbé voltak elterjedtek, mint az újidőben. Az ásólábúak közé ma mintegy 350 fajt sorolunk, melyek egyetlen rendbe, az agyarcsigák rendjébe (Solenoconchae) tartoznak.

## Anatómia és élettan
Az ásólábúak teste – akárcsak a kagylóké, szemben a csigákkal – kétoldalian részarányos. Nagy felületű köpenyük két nagy lepel formájában az egész testet beburkolja úgy, hogy az a hasoldalon összenőtt. A köpeny termeli a vázat, mely ennek megfelelően két részből áll, hosszúkás, ívelt, hátrafelé keskenyedő, agyarszerű cső, azaz mindkét végén nyitott. Az elülső nagyobb nyílásnál található a fej, s az körül a nagyszámú, bunkószerűen kiszélesedő végű tapogatók, melyeket az állat képes visszahúzni. A héj felülete sima vagy hosszában mintázott. A fejen szemet nem találunk. A garatban fejlett reszelőnyelv (radula) található.
Lábuk a fej alatt található, hosszú, hengeres, a héjba visszahúzható. Végén vagy három lebeny, vagy szegélyszemölcsök találhatók, melyekkel az állat az iszapban képes ásni (innen nevük: „ásólábúak”). Ha az állat beássa magát az iszapba, csak az agyarszerű csőhéj felső, kisebbik vége áll ki belőle.
Zsigerzacskójuk hosszában az egész héjüreget kitölti. Kikülönült légzőszervük, kopoltyújuk nincsen, a gázcsere a köpeny hámszövetén keresztül, diffúz módon zajlik le. Keringési rendszerük is rendesen visszafejlődött, véredényeik hiányoznak. A szív is redukálódott: csak a szívburok hátoldali falának betüremlése.
Az ásólábúak kivétel nélkül váltivarú állatok, ivarmirigyeik páratlanok, melyek a jobb oldali vesébe torkollanak. Egyedfejlődésük átalakulással történik, lárváik a gyűrűsférgek (Annelida) koszorúslárváira emlékeztetnek.

## Életmód és jellegzetes fajok
Az ásólábúak kivétel nélkül tengeri állatok, a parti övezettől egészen az 5 ezer méteres mélységig élnek. Kiölthető tapogatóikkal apró, üledéklakó szervezeteket fogyasztanak. A közönséges agyarcsiga (Dentalium entalis) az Atlanti-óceánban él. A Földközi-tengerben is él ásólábúfaj, az elefántagyar-csiga (Dentalium elephantium).